# Подноготная (Секретные материалы)
«Подноготная» (англ. «Underneath») — 12-й эпизод 9-го сезона сериала «Секретные материалы». Премьера состоялась 31 марта 2002 года на телеканале FOX. Эпизод принадлежит к типу «монстр недели» и никак не связан с основной «мифологией сериала», заданной в первой серии.
Режиссёр и автор сценария — Джон Шибан, приглашённые звёзды — Уильям Эрл Браун, Лиза Дарр, Артур Наскарелла, Роберт Кертис Браун, Алан Дэвидсон, Мэри-Маргарет Льюис, Пол Винсент О'Коннор, Келли Макнейр, Майкл Паттерсон, Кэрол Кирнан и Аарон Спирс.
В США серия получила рейтинг домохозяйств Нильсена, равный 4,4, который означает, что в день выхода серию посмотрели 7,3 миллионов человек.
Главные герои сериала — агенты ФБР, расследующие сложно поддающиеся научному объяснению преступления, называемые Секретными материалами.. Сезон концентрируется на расследованиях агентов Даны Скалли (Джиллиан Андерсон), Джона Доггетта (Роберт Патрик) и Моники Рейс (Аннабет Гиш).

## Сюжет
Доггетт полон решимости найти ошибку в анализе ДНК, по которому снимают обвинения с осужденного за серию убийств Роберта Фассла, которого он поймал тринадцать лет назад. Оказывается, что у Фассла особое состояние разума, которое делит его личность на две части: невинный католик и безжалостный убийца.